# Comuna Ceanu Mare, Cluj
Ceanu Mare (în maghiară Mezőcsán, în trad. "Ceanu de Câmpie", colocvial Csán) este o comună în județul Cluj, Transilvania, România, formată din satele Andici, Boian, Bolduț, Ceanu Mare (reședința), Ciurgău, Dosu Napului, Fânațe, Hodăi-Boian, Iacobeni, Morțești, Stârcu, Strucut și Valea lui Cati.

## Date geografice
Comuna se află în sud-estul județului Cluj, la 20 km de orașul Câmpia Turzii, 30 km de Turda și 60 km de Cluj-Napoca.
Comuna Ceanu Mare se întinde pe o suprafață de 134 km2, având o populație de 4.152 de locuitori (2009), dispuși în satul reședință de comună Ceanu Mare și satele Boian, Bolduț, Ciurgău, Dosu Napului, Fânațe, Hodăi-Boian, Iacobeni, Morțești, Stârcu, Strucut și Valea lui Cati.
În componența comunei a existat în trecut și un sat numit Gherea, dar prin Legea nr. 2 din 20 decembrie 1968 privind organizarea administrativă a teritoriului Republicii Socialiste România, acesta a fost desființat și incorporat satului vecin Strucut, cu care s-a unificat.
Majoritatea satelor comunei sunt amplasate pe cursurile râurilor Valea Lată și Valea Largă, pe relieful delurilor joase ale Câmpiei Transilvaniei.
La nord, comuna se învecinează cu comuna Cojocna, la nord-vest cu comuna Frata, la vest cu comuna Ploscoș, la sud cu Viișoara și Tritenii de Jos, iar la est cu comuna Valea Largă din județul Mureș.
Clima zonei este temperat-continentală, moderată.
Pe teritoriul acestei localități se găsesc izvoare sărate.

## Demografie
Componența etnică a comunei Ceanu Mare
     Români (84,7%)
     Romi (1,41%)
     Alte etnii (0,48%)
     Necunoscută (13,41%)
Componența confesională a comunei Ceanu Mare
     Ortodocși (80,29%)
     Penticostali (3,33%)
     Alte religii (2,73%)
     Necunoscută (13,65%)
Conform recensământului efectuat în 2021, populația comunei Ceanu Mare se ridică la 3.333 de locuitori, în scădere față de recensământul anterior din 2011, când fuseseră înregistrați 3.531 de locuitori. Majoritatea locuitorilor sunt români (84,7%), cu o minoritate de romi (1,41%), iar pentru 13,41% nu se cunoaște apartenența etnică. Din punct de vedere confesional, majoritatea locuitorilor sunt ortodocși (80,29%), cu o minoritate de penticostali (3,33%), iar pentru 13,65% nu se cunoaște apartenența confesională.

## Politică și administrație
Comuna Ceanu Mare este administrată de un primar și un consiliu local compus din 13 consilieri. Primarul, Virgil Păcurar[*], de la Partidul Social Democrat, este în funcție din octombrie 2020. Începând cu alegerile locale din 2024, consiliul local are următoarea componență pe partide politice:
|  | Partid                          | Consilieri | Componența Consiliului | Componența Consiliului | Componența Consiliului |
|  | ------------------------------- | ---------- | ---------------------- | ---------------------- | ---------------------- |
|  | Partidul Social Democrat        | 3          |                        |                        |                        |
|  | Partidul Național Liberal       | 3          |                        |                        |                        |
|  | Alianța pentru Unirea Românilor | 2          |                        |                        |                        |
|  | Uniunea Salvați România         | 2          |                        |                        |                        |
|  | Partidul PRO România            | 2          |                        |                        |                        |
|  | Forța Dreptei                   | 1          |                        |                        |                        |

### Evoluție istorică
De-a lungul timpului populația comunei a evoluat astfel:
Ceanu Mare - evoluția demografică

|  | Graficele sunt indisponibile din cauza unor probleme tehnice. Mai multe informații se găsesc la Phabricator și la wiki-ul MediaWiki. |

Date: Recensăminte sau birourile de statistică - grafică realizată de Wikipedia

## Istoric
Satul apare menționat în anul 1293 sub denumirea de Chan într-un document al Cancelariei Regelui Andrei al Ungariei. Satele Boian și Iacobeni apar menționate din secolul al XIV-lea , iar celelalte așezări ale comunei au fost înființate după evul mediu. Ulterior, în 1439 apare menționat sub denumirea de Mesechan, iar în 1449 Mezewchany.
În documente din 1465, este menționată existența în zonă a unor sate românești cneziale, cum ar fi "Voievodatul Cean", cu centrul în localitatea Cean. Reprezentanți ai comunei au fost prezenți în 1918 la adunarea de la Alba Iulia prin care s-a hotărât unirea Transilvaniei cu România.
Pe Harta Iosefină a Transilvaniei din 1769-1773 (Sectio 096 și Sectio 110) apare sub numele de Mezö Csán (Ceanul de Câmpie).

### Eveniment local
Pe 12 august 2004, Gerhard Schröder, pe atunci cancelar al Germaniei, aflat în vizită în România, s-a recules la Ceanu Mare la mormântul tatălui său Fritz Schröder (n. 12 sept. 1912 - d. 4 oct. 1944), mormânt aflat în curtea bisericii ortodoxe din Ceanu Mare. Fritz Schröder a fost caporal în armata germană, în cel de-al doilea război mondial, și a murit pe 4 octombrie 1944 în cadrul luptelor din Transilvania dintre armata germană și cea sovietică. La Ceanu Mare a fost prezent, ca gazdă a cancelarului și prim-ministrul român, Adrian Năstase.

## Obiectiv memorial
- Monumentul Eroii Neamului este dedicat sătenilor căzuți în Primul Război Mondial. Obiectivul memorial a fost construit după 1989, se află în curtea bisericii ortodoxe și este format din 3 cruci de beton pe care sunt gravate numele ostașilor din localitate căzuți în Primul Război Mondial.

## Lăcașuri de cult
- Biserica Reformată-Calvină, din 1861
- Biserica Ortodoxă din Ceanu Mare
- Biserica de lemn din Ceanu Mare

## Administrația comunei
Satul nu este împarțit în cartiere, dar fiecare zonă a localității are un nume: La Moară, La Bază, La Curbă, Putorna, Voidești, Capătul Satului etc.

## Cimitire
Localitatea are 6 cimitire:
- Cimitirul de la moară
- Cimitirul din curtea bisericii
- Cimitirul din spatele bisericii
- Cimitirul de la cramă
- Cimitirul unguresc
- Cimitirul de la cruce

## Galerie de imagini

Comuna Ceanu Mare și satele componente